# プリーズ・プリーズ・ミー (曲)
「プリーズ・プリーズ・ミー」（Please Please Me）は、ビートルズの楽曲である。イギリスでは1963年1月に2作目のシングルとして、アメリカでは1963年2月に1作目のシングルとして発売された。また、1作目のイギリス盤公式オリジナル・アルバムのタイトル曲ともなった。マッカートニー＝レノン名義となっているが、ジョン・レノンによって書かれた楽曲で、最終的なアレンジはプロデューサーのジョージ・マーティンの影響を大きく受けている。
1963年1月11日にイギリスで発売されたシングルは、『ニュー・ミュージカル・エクスプレス』誌および『メロディ・メイカー』誌の音楽チャートで第1位を獲得したが、『ミュージック・ウィーク』誌の音楽チャートでは第2位となった。この関係から、イギリスもしくはアメリカで1位を獲得した楽曲を収録したコンピレーション・アルバム『ザ・ビートルズ1』には未収録となった。
シングル盤のB面曲は、イギリス盤およびアメリカ盤第1版には「アスク・ミー・ホワイ」、アメリカ盤第2版には「フロム・ミー・トゥ・ユー」が収録された。

## 背景・曲の構成
ビートルズは、1962年10月5日にシングル盤『ラヴ・ミー・ドゥ』でデビューし、全英シングルチャートでは最高位17位を記録した。この結果に期待感を持ったジョージ・マーティンは、2作目のシングルの制作を計画した。
本作のアレンジには変遷があり、マーティンによると「元のアレンジはテンポが遅くて退屈で、ヒットする見込みはなかった」とのこと。このため、マーティンは2作目のシングルとして、デビュー・シングル候補としてレコーディング済みであった「ハウ・ドゥ・ユー・ドゥ・イット」を発売することを計画したが、メンバーはオリジナル曲を発売することにこだわったため、マーティンは「これに負けない曲を作ってこい」と伝えた。その後本作を書き換えて、テンポも上げられた。曲の仕上がりにはマーティンも満足し、メンバー側の意見が通された。なお、「ハウ・ドゥ・ユー・ドゥ・イット」は、のちにジェリー&ザ・ペースメイカーズのデビュー・シングルとして発売された。
レノンは当初、ブルージーでスローテンポの曲として作曲していて、「この曲を書いた日に、ロイ・オービソンが『オンリー・ザ・ロンリー』を演奏してるのを聴いたのを覚えてる。ビング・クロスビーの歌の歌詞にある『Please lend a little ear to my pleas』っていうフレーズにも興味があった。このフレーズでは『Please』という言葉が2つの意味で使われてる。この曲はロイ・オービソンとビング・クロスビーを組み合わせた曲なんだ」と語っている。当初のテイクでは、ハーモニーやレスポンスは入っておらず、ハーモニカのイントロも含まれていなかった。1980年の『プレイボーイ』誌のインタビューで、「『プリーズ・プリーズ・ミー』は完全に僕の曲だ。ロイ・オービソンみたいな曲を書こうとしたんだけど･･･信じられるかな？メンローブ・アベニューにある叔母の家の寝室で書いたんだ」と語っている。

## レコーディング
ジョージ・マーティンによると、本作は1962年9月11日に行なわれた「ラヴ・ミー・ドゥ」のリメイク・セッションで最初のレコーディングが行なわれたのだという。リンゴ・スターは、「9月の最初の訪問では、ジョージ・マーティンのために何曲か演奏した。『プリーズ・プリーズ・ミー』もやったな。この曲を録音してる時、僕は片手にマラカス、片手にタンバリンを持ってバスドラムを叩いてたから覚えてるよ」と語っている。レノンは「『ラヴ・ミー・ドゥ』でトップ30入りして、僕らは世界の頂点に立ってると思ってた。そして、『プリーズ・プリーズ・ミー』が来て、ドカン！できるだけシンプルにしようとした。これまでに書いてきた曲の中には、ちょっと突飛なものもあったけど、この曲はヒットパレードに向けてちゃんと書いた曲なんだ。」「元々は『ラヴ・ミー・ドゥ』のB面にしようとしてたんだけど、気が変わったのは『ラヴ・ミー・ドゥ』を作ってた夜、とても疲れてたからなんだ。何度か検討した結果、B面は『プリーズ・プリーズ・ミー』にしようと考えてた。ジョージ・マーティンは、僕らのアレンジがうるさいって言ってたから、もっとシンプルなアレンジにしようとした。だけど、とても疲れてたからなかなかうまくいかなかった。僕らは仕事に対して良心的で、急ぐ事は好きじゃなかった」と語っている。
ジョージ・マーティンは、「あの段階では、『プリーズ・プリーズ・ミー』はとても退屈な曲だった。ロイ・オービソンの曲みたく、非常にゆったりとした、ブルージーなボーカルで、私からしたらこの曲を改善する必要があることは明白だった。私は彼らに次の機会に持ってきてくれ、もう一度やってみようと伝えたんだ」と語っている。マーティンは、ビートルズにテンポを上げるなどの大きな変更を検討するように求めた。1962年11月26日にスタジオに持ち込まれたときには、アレンジが大幅に変更されており、ジョージ・マーティンがすぐにバンドにとって初となるメジャー・ヒット作になると予測。同日に18テイク録音した。このことについて、ポール・マッカートニーは『ザ・ビートルズ・アンソロジー』で「本当はちょっと恥ずかしかったんだ。彼（ジョージ・マーティン）のほうがこの曲の正しいテンポを解ってたんだからね」と語っている。18テイク録音した後、マーティンは「この曲がビートルズの初のナンバー・ワン・ソングになるだろう」とメンバーに伝えた。
1962年11月30日にモノラル・ミックスが作成された。1963年2月25日にアルバム『プリーズ・プリーズ・ミー』のミキシングが行われ、モノラル・ミックスは前述のミックスが使用されたが、ステレオ・ミックスはオリジナルのテープが見つからなかったことから、11月26日に録音された別のテイクから作成することとなった。ステレオ・ミックスは、テイク16、17、18を組み合わせて作成された。モノラル・ミックスと異なり、ステレオ・ミックスでは曲の1分33秒あたりでレノンがかすかに笑う声が入っているが、これはレノンが直前の歌詞を間違えて歌ったことによるもの。

### ドラマーおよびアレンジ
1995年に発売された『ザ・ビートルズ・アンソロジー1』に、1962年9月11日に録音された音源が収録されているが、マーティンが回想しているスローテンポのアレンジではなく、リメイク後のテンポが上げられたアレンジとなっている。この日のテイクは、1994年のアンソロジー制作中に再発見されるまで、破棄されたと考えられていた。ジョン・C・ウィンは、「アンディ・ホワイトがドラムを叩いた」と述べている。ルイソンは、『ザ・ビートルズ・アンソロジー1』のライナーノーツでこの点について触れていないが、1988年に出版した『The Beatles Recording Sessions』で、レコーディング・エンジニアのロン・リチャーズの「その日のセッションでは、リンゴはドラムを演奏していない」という言葉を引用している。一方で、1966年に発売の『リボルバー』よりレコーディング・エンジニアを担当したジェフ・エメリックは「アンディ・ホワイトが帰った後に、ロード・マネージャーのマル・エヴァンズがリンゴのドラムをセットして、リンゴがドラムを演奏しているのを目撃した」としている。9月11日に録音されたアップテンポのアレンジが再発見されたことにより、オービソンの影響を受けたスローテンポのアレンジがいつマーティンのために演奏されたのか、またそのアレンジが録音されたテープがスタジオの保管庫に現存するのかという疑問が生じたが、ルイソンが1988年にマーティンから聞いた「当時（1962年）はアウトテイクを保管していなかった」という言葉と矛盾していることとなった。なお、ウィンは、マーティンがテンポを変更する前のアレンジを聴いた日時について、「1962年9月4日のセッションのリハーサル・ウォームアップ時」としている。
ホワイトは、2012年のインタビューで、「当時のリンゴのドラムセットとはまったく違う音だから、ドラムの音を聴けば僕が叩いた事がわかるよ。これは、彼がラディックのドラムセットを手に入れる前の事だった。ドラムのチューニングの仕方、叩き方で音が異なってくるんだ」と語っている。しかし、ホワイトは9月11日のセッションのために雇われたものの、11月26日の最終レコーディング時は参加していなかった。11月26日に録音されたテイクでは、レノンのハーモニカが大々的にフィーチャーされており、「ラヴ・ミー・ドゥ」や「フロム・ミー・トゥ・ユー」をはじめとしたビートルズの初期の楽曲と同じく、曲のイントロを飾っている。レノンとマッカートニーは、当初マッカートニーが高音パートをキープし、レノンが音階を下げたパートとボーカルを分担していたが、これはエヴァリー・ブラザーズが1960年4月に発表した「キャシーズ・クラウン」から学んだ戦略である。これについてマッカートニーは、「旋律がそこから滝のように落ちてくる間、高音に留まるというトリックをやったんだ」と語っている。

## リリース・評価
「プリーズ・プリーズ・ミー」は、1963年1月11日にシングル盤として発売され、B面は「アスク・ミー・ホワイ」が収録された。シングルは『メロディ・メイカー』誌と『ニュー・ミュージカル・エクスプレス』誌で第1位を獲得したが、現在の全英シングルチャートに統合されることになる『レコード・リテイラー』誌（後の『ミュージック・ウィーク』誌）では最高位2位であった。これによりイギリスやアメリカ（もしくはいずれか）で1位を獲得したシングル曲を集めたコンピレーション・アルバム『ザ・ビートルズ1』（2000年初出）には収録されていない。
当初アメリカでの発売権は、キャピトル・レコードに与えられていたが、キャピトル側がこれを拒否。このため本作の発売権がヴィージェイ・レコードに移り、1963年2月25日に発売されたが、売上枚数7,310枚と低調だった。その後アメリカでの知名度の上昇によって、考えを改めたキャピトルより発売されたシングル『抱きしめたい』がBillboard Hot 100で第1位を獲得。これに続くかたちで、1964年1月3日にキャピトルから第2版にあたるシングル『プリーズ・プリーズ・ミー』が発売され、1964年3月14日付のBillboard Hot 100で最高位3位を記録。また、4月4日付の同チャートでは、ビートルズの楽曲が上位5位を記録した。アメリカではヴィージェイ編集盤『Introducing... The Beatles』（第2版）に収録されたのち、1965年に発売されたキャピトル編集盤『ジ・アーリー・ビートルズ』にも収録された。なお、ヴィージェイから発売された第1版は、バンド名が「The Beattles」と誤記されており、後のプレスで修正された。また、ヴィージェイ盤では、作者のクレジットがイギリスでは「McCartney-Lennon」とされていたのに対し、「J. Lennon - P. McCartney」となっていた。その後イギリスでは、シングル『シー・ラヴズ・ユー』から「Lennon-McCartney」とクレジットされるようになった。
日本では、1964年2月10日に『抱きしめたい』に続く2作目のシングルとして発売され、4月15日に発売された編集盤『ビートルズ!』に収録された。
ローリング・ストーンの選ぶオールタイム・グレイテスト・ソング500では第184位（ビートルズの楽曲では15位）を記録。ITVの音楽番組『Thank Your Lucky Stars』（1963年1月19日放送回）には、本作で初出演を果たした。

## クレジット
※出典
- ジョン・レノン - リード・ボーカル、リズムギター、ハーモニカ
- ポール・マッカートニー - ベース、バッキング・ボーカル
- ジョージ・ハリスン - リードギター、バッキング・ボーカル
- リンゴ・スター - ドラム
- ノーマン・スミス - エンジニア

## チャート成績

### 週間チャート
| チャート (1963年 - 1964年)         | 最高位 |
| ---------------------------------- | ------ |
| オーストラリア (Kent Music Report) | 36     |
| カナダ (CHUM Chart)                | 5      |
| アイルランド (IRMA)                | 10     |
| ニュージーランド (Lever)           | 2      |
| スウェーデン (Kvällstoppen Chart)  | 16     |
| UK Record Mirror Singles Chart     | 1      |
| UK NME Singles Chart               | 1      |
| UK Record Retailer Singles Chart   | 2      |
| US Billboard Hot 100               | 3      |
| US Cash Box Top 100                | 3      |
| 西ドイツ (Media Control)           | 20     |
| WLS-AM survey (Chicago)            | 2      |

| チャート (1983年)   | 最高位 |
| ------------------- | ------ |
| アイルランド (IRMA) | 15     |
| UK シングルス (OCC) | 29     |

### 月間チャート
| チャート (1964年)                            | 最高位 |
| -------------------------------------------- | ------ |
| 日本（ミュージック・マンスリー洋楽チャート） | 1      |

### 年間チャート
| チャート (1964年)    | 順位 |
| -------------------- | ---- |
| US Billboard Hot 100 | 16   |
| US Cash Box Top 100  | 37   |

## 認定
| 国/地域                          | 認定     | 認定/売上数 |
| -------------------------------- | -------- | ----------- |
| アメリカ合衆国 (RIAA)            | Platinum | 1,000,000   |
| 認定のみに基づく売上数と再生回数 |          |             |

## カバー・バージョン
この曲は多くのアーティストによってカバーされており、主なアーティストにデヴィッド・キャシディ、ザ・クリケッツ、マット・ダスクらがいる。
日本で放送されたHondaの軽自動車「Nシリーズ」（N-BOXシリーズ、N-ONE、N-WGN）のCMには、CMオリジナルのアレンジバージョンが使用された。